# Kangaroo (otok)
Kangaroo (engleski: Kangaroo Island), prevedeno otok klokana, je treći po veličini otok u Australiji nakon Tasmanije i Melvillea.

## Zemljopis
Otok Kangaroo se nalazi na ulazu u Zaljev sv. Vincenta u državi Južna Australija 130 kilometara jugozapadno od grada Adelaide u Južnom oceanu.
Geološki pripada masivu Lofty koji se nakon tjesnaca preko poluotoka Fleurieu nastavlja po australskom kopnu 300 km u duljinu, jedino što je niži - najviši vrh nalazi se na 280 metara nadmorske visine. Otok ima oblik kvadrata dimenzija 145 x 55 km i površinu od 4350 km² na kojoj živi 4259 stanovnika.

## Povijest
Do otoka Kangaroo prvi je doplovio britanski pomorac Matthew Flinders - 1802. on ga je i nazvao Kangaroo zbog velikog broja klokana koje je tamo zatekao.
Nakon tog otok su posjećivali kitolovci i lovci na tuljane. Prvo privremeno naselje na otoku osnovano je u zaljevu Nepean 1836. koji je i najbolja prirodna luka na otoku.

## Gospodarstvo
Uz pomoć umjetnih gnojiva, inače slabo, tlo na zapadu može dati nešto zobi i ječma, a može se koristi i za ispašu goveda i ovaca. Otok ima i značajne količine gipsa, koji se eksploatira.
Ipak je turizam danas glavna otočka gospodarska grana, nešto zbog ribolova, ali ponajviše zbog nacionalnog parka Flinders Chase koji je osnovan 1919. na površini od 738 km², on je pun šumovitih brežuljaka, strmih morskih litica i brojnih divljih pješčanih plaža. Na južnoj obali otoka nalazi se rezervat prirode namijenjen tuljanima.
Do otoka je moguće doći trajektom s poluotoka Fleurieu do glavnog otočkog naselja Kingscote, koji ima i malu zračnu luku.

## Vanjske povenice
- Kangaroo Island na portalu South Australian Tourism Commission
- Kangaroo Island na portalu Encyclopædia Britannica